# Il mio canto libero
Šesté Battistiho album Il mio canto libero. V roce 1973 se v Itálii stalo po dobu jedenácti týdnů nejprodávanějším albem a nejprodávanějším v celém roce 1973. Některé písně byly nahrány ve studiích EMI v Londýně.
Battisti využil spolupracovníků z předchozího alba a dosáhl ještě větší úspěchu.
Melodii písně La luce dell'est přetvořil Eros Ramazzotti a vytvořil píseň Improvvise la luce dell'Est. Il mio canto libero se stala velice populární v Západní Evropě a mnozí si pod jménem Battisti automaticky vybaví ji.

## Seznam skladeb
V závorce je uveden počet hvězdiček dle CROSBOSP.

1. La luce dell'est (6:18) (4)
2. Luci ah (4:47) (5)
3. L'aquila (4:24) (5)
4. Vento nel vento (3:24) (5)
5. Confusione(4:30) (5)
6. Io vorrei… non vorrei… ma se vuoi (4:35) (7)
7. Gente per bene e gente per male (4:46) (6)
8. Il mio canto libero (5:06) (4)

## Skupina
- kytara: Massimo Luca, Mario Lavezzi, Lucio Battisti
- elektrická kytara: Eugenio Guarraia, Massimo Luca, Lucio Battisti
- basa: Angelo Salvador, Bruno Longhi, Guido Guglielminetti
- bicí a baterie: gianni Dall'Aglio, Toni Cicco
- klavír: Lucio Battisti, Gian Piero Reverberi
- varhany: Gian Piero Reverberi, Gabriele Lorenzi
- tympány: Mario Lavezzi
- mandolína, havajská kytara a guiro: Lucio Battisti
- minimoog: Gian Piero Reverberi, Gabriele Lorenzi
- sardské zvony: Reginaldo Ettore
- trombón: Gigi Mucciolo